# Spoorlijn Ulm - Donaueschingen
De spoorlijn Ulm – Donaueschingen ook wel Donautalbahn en ook wel Donaubahn genoemd is een Duitse spoorlijn als spoorlijn 4540 Ulm Hbf – Sigmaringen, 4630 Sigmaringen – Inzigkofen, 4660 Inzigkofen – Tuttlingen, 4600 Tuttlingen – Immendingen en 4250 Immendingen – Donaueschingen onder beheer van DB Netze.
Niet te verwarren met de Donautalbahn, de spoorlijn tussen Regensburg en Ulm.

## Geschiedenis
De Königlich Württembergischen Staats-Eisenbahnen (K.W.St.E.) en de Großherzoglich Badische Staatseisenbahnen (BadStB) bouwden tussen 1865 en 1890 aan verschillende spoorweg projecten. De bouw van het deel tussen Tuttlingen en Inzigkofen werd uit strategische overwegingen in opdracht van het leger uitgevoerd. In 1901 werd de Donautalbahn aangesloten op de Höllentalbahn. Hierdoor ontstond een rechtstreekse verbinding tussen Ulm en Freiburg.
Op deze spoorlijn gebeurde op 27 juli 2025 om 18:10 uur een ernstig treinongeluk. Door zware regenval deed zich langs het spoor, tussen de stations van Riedlingen en Rechtenstein, een aardverschuiving voor. Een stoptrein ontspoorde, en drie inzittenden kwamen om het leven, 25 mensen raakten zwaargewond en 16 anderen raakten lichtgewond.

## Treindiensten

### Deutsche Bahn
De Deutsche Bahn verzorgt het personenvervoer op dit traject met RE- en RB-treinen.

## Aansluitingen
In de volgende plaatsen was of is er een aansluiting van de volgende spoorwegmaatschappijen:

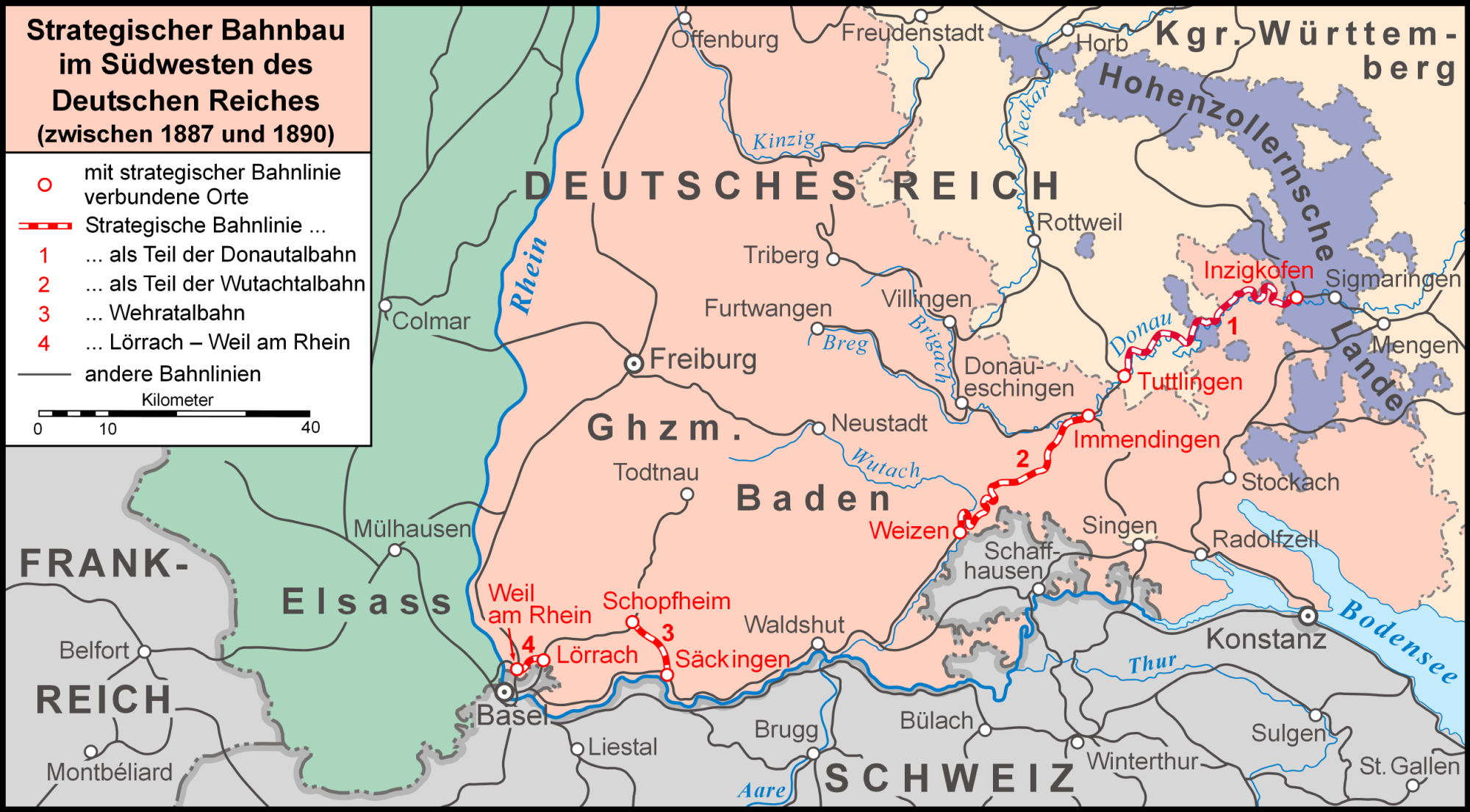
Donautalbahn van Inzigkofen naar Tuttlingen en tussen Inzigkofen en Weil am Rhein als strategisch deel naar de Elzas

### Ulm
- Donautalbahn, spoorlijn tussen Ulm en Regensburg
- Maximiliansbahn spoorlijn tussen Ulm en München
- Südbahn, spoorlijn tussen Ulm en Friedrichshafen Haven
- Illertalbahn, spoorlijn tussen Ulm en Obersdorf
- Filstalbahn, spoorlijn tussen Stuttgart en Ulm
- Brenzbahn, spoorlijn tussen Ulm en Aalen
- Straßenbahn Ulm, stadtstram in Ulm

### Schelklingen
- Schwäbische Albbahn spoorlijn tussen Reutlingen en Schelklingen

### Rechtenstein
- Feldbahn Rechtenstein Feldbahn van Wasserkraftwerk Rechtenstein

### Riedlingen
- Federseebahn smal spoorlijn tussen Schussenried en Riedlingen

### Herbertingen
- Zollernalbbahn spoorlijn tussen Tübingen en Aulendorf

### Sigmaringen
- Sigmaringen - Krauchenwies spoorlijn tussen Sigmaringen en Krauchenwies

### Inzigkofen
- Zollernalbbahn spoorlijn tussen Tübingen en Aulendorf

### Tuttlingen
- Gäubahn spoorlijn tussen Stuttgart en Singen (Hohentwiel)

### Immendingen
- Schwarzwaldbahn spoorlijn tussen Offenburg en Singen (Hohentwiel)
- Wutachtalbahn spoorlijn tussen Lauchringen en Immendingen

### Donaueschingen
- Schwarzwaldbahn spoorlijn tussen Offenburg en Singen (Hohentwiel)
- Höllentalbahn spoorlijn tussen Freiburg en Donaueschingen
- Bregtalbahn spoorlijn tussen Donaueschingen en Bräunlingen (– Furtwagen)